# Erwählte Pleißenstadt
Erwählte Pleißenstadt (BWV 216a) ist eine weltliche Kantate von Johann Sebastian Bach, die er in Leipzig 1728 als Hommage an Leipzig komponierte.
1728 oder später wurde die Kantate uraufgeführt. Der Text von Christian Friedrich Henrici (auch als Picander bekannt) ist erhalten; die Musik ist verschollen, doch es gibt Spielraum für eine partielle Rekonstruktion.
Das Werk ist dafür bekannt, eine Parodie auf die Bachkantate Vergnügte Pleißenstadt, BWV 216, eine Hochzeitskantate aus dem Jahr 1728 mit einem Text von Christian Friedrich Henrici, zu haben. Diese Hochzeitskantate hat in Fragmenten überlebt.
Der Cembalist Alexander Ferdinand Grychtolik rekonstruierte die Kantate aus dem Entwurf des Librettos und Fragmente der Notation, die 2003 posthum in Aufzeichnungen eines japanischen Pianisten wiederentdeckt wurden. Eine Aufnahme wurde 2017 auf der Deutschen Harmonia Mundi veröffentlicht.